# Macrochlaena winckworthi
Macrochlaena winckworthi — вид восьминогів родини Octopodidae.

## Поширення та екологія
Macrochlaena winckworthi спочатку була зібрана з перлинних устриць (з роду Pinctada) на мілководді біля узбережжя Тамілнаду в затоці Маннар. Його також збирали біля узбережжя Яви, тому вважається, що він поширений від Індії на схід до Малайського архіпелагу на мілководдях глибиною менше 20 м. Ймовірно, він має деякі конвергентні адаптації з іншими видами восьминогих, які живуть у мулистих місцях існування. Це маловідомий вид, його біологія та поведінка невідомі, як і його значення в будь-якому рибальстві.

## Опис
Невеликий вид восьминогів з відносно короткими руками. Довжина мантії — 33 мм. Руки в 1,5-2,5 рази довші за мантію, а бічні руки трохи довші. Загальна довжина дорослої особини становить не менше 93 мм. Голова значно віддалена від мантії, а очі досить маленькі. Шкіра гладка, і в цілому тварина червоно-коричневого або фіолетового кольору з мармуровістю темніших плям.
Перетинка відносно глибока, становить одну третину довжини рукавів, а перетинка трохи глибша між бічними рукавами. Мішечків між руками немає. Кожне плече має два ряди маленьких присосок на нижній стороні по близько 65 присосок. Воронкоподібний орган має форму, описану як «UU», а зябра мають від 8 до 10 пластинок на півгілки. Радула має 9 елементів, 7 рядів зубців і крайові пластинки, а рахідієвий зубець має один бічний загострення в симетричному ряду. Він має невеликий чорнильний мішок. У самців третє праве плече гектокотилізоване і становить приблизно 80 % довжини протилежного плеча та має від 35 до 40 присосок. Кінцевий орган лінійний, а дивертикул простої форми з дещо роздутою формою. Він має маленькі сперматофори довжиною від 8 до 10 мм, що становить приблизно одну третину довжини мантії.